# The Auckland Star
The Auckland Star war eine Abendzeitung für die Stadt Auckland in Neuseeland.

## Geschichte
1869 gab William Ferrar, der bei der Tageszeitung The Daily Southern Cross in Auckland arbeitete, eine Anzeige auf, in der er einen Partner für ein Verlagsunternehmen suchte. Der ehemalige presbyterianische Geistliche Rev. George McCullagh Reed meldete sich daraufhin bei ihm, und obwohl beide über wenig Kapital verfügten, keine einflussreichen Freunde in der Stadt hatten und auch kaum Erfahrung in dem Sektor der Zeitungswirtschaft besaßen, wurden sie sich schnell einig, eine liberale Zeitung als Abendausgabe zu gründen. Die Zeitung sollte als Konkurrent zu den bereits 1867 gegründeten Evening News als zunächst vierseitige Ausgabe auf dem Markt in Auckland erscheinen. Reed, der über Schreibfähigkeiten verfügte, sollte der Herausgeber der Zeitung sein, Ferrar sich um die Anzeigen kümmern und Julius Vogel, Politiker und Besitzer des Daily Southern Cross, erklärte sich bereit, das Blatt zu drucken.
Am 8. Januar 1870 erschien die Erstausgabe von The Evening Star. Doch die Zeitung setzte sich nicht durch, denn Reed, offensichtlich ein Befürworter der Temperance-Bewegung, propagierte seine Ansichten über die Mäßigung in seinen Artikeln, was in einer Stadt mit vielen Kneipen und Tavernen nicht so gut ankam.
Im März stieg der Reporter Henry Brett, der zuvor beim New Zealand Herald gearbeitet hatte, als gleichberechtigter Partner mit einem Drittel der Anteile in das Geschäft ein. Brett kritisierte das Fehlen von harten Nachrichten und veränderte das Blatt. Sein Freund Thomson Wilson Leys kündigte beim Daily Southern Cross und stieg als Redakteur in den Evening Star mit ein. Reed blieb bis 1875 Redakteur, dann übernahm Leys die Leitung der Redaktion.
1876 übernahm Henry Brett die Zeitung komplett und wurde alleiniger Besitzer des Evening Star. Mit Wirkung vom 8. März 1879 wurde der Name der Abendzeitung in The Auckland Evening Star umbenannt und mit Wirkung vom 13. April 1887 erhielt die Zeitung dann mit The Auckland Star ihren endgültigen Namen. Brett schaffte es, ausgehend vom Evening Star mit einer Auflage von 2700 Exemplaren im Jahr 1872 über den Auckland Star die Auflage im Jahr 1898 auf über 15.000 Exemplaren pro Tag zu steigern.
Brett und Leys gründeten im Jahr 1900 zusammen die Brett Printing and Publishing Company, die in den nachfolgenden Generationen beider Familien weiterhin eine führende Rolle im Verlagswesen spielte. 1920 firmierte das Unternehmen dann als Brett Printing and Publishing Co. Ltd und wurde nach dem Kauf der Lyttelton Times zusammen mit dem Christchurch Star im Jahr 1929 in New Zealand Newspapers Ltd. umbenannt.
The Auckland Star war bis Anfang der 1960er Jahre eine wichtige und innovative Tageszeitung im Abendformat in Auckland und Umgebung, doch wie die meisten Zeitungen ihrer Art wurde auch das Blatt durch den Einfluss des Fernsehens zunehmend geschwächt. 1991 wurde die Zeitung deshalb eingestellt.

## Fotogalerie

The Auckland Star
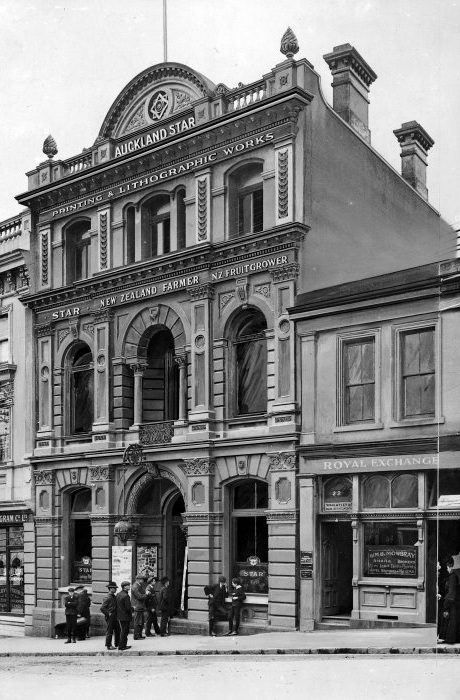
Verlagsgebäude des Auckland Star, ca. 1910
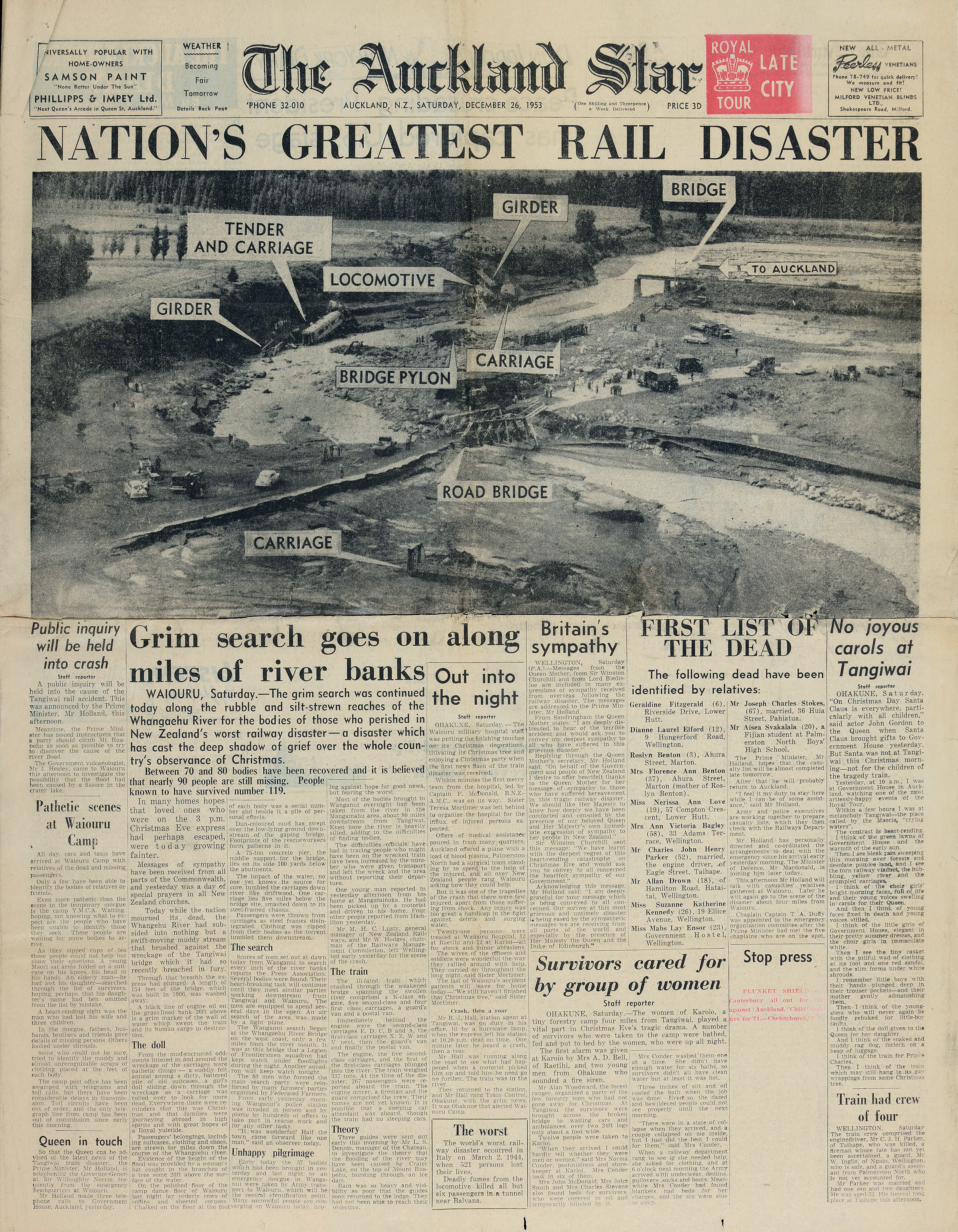
Ausgabe vom 26. Dezember 1953
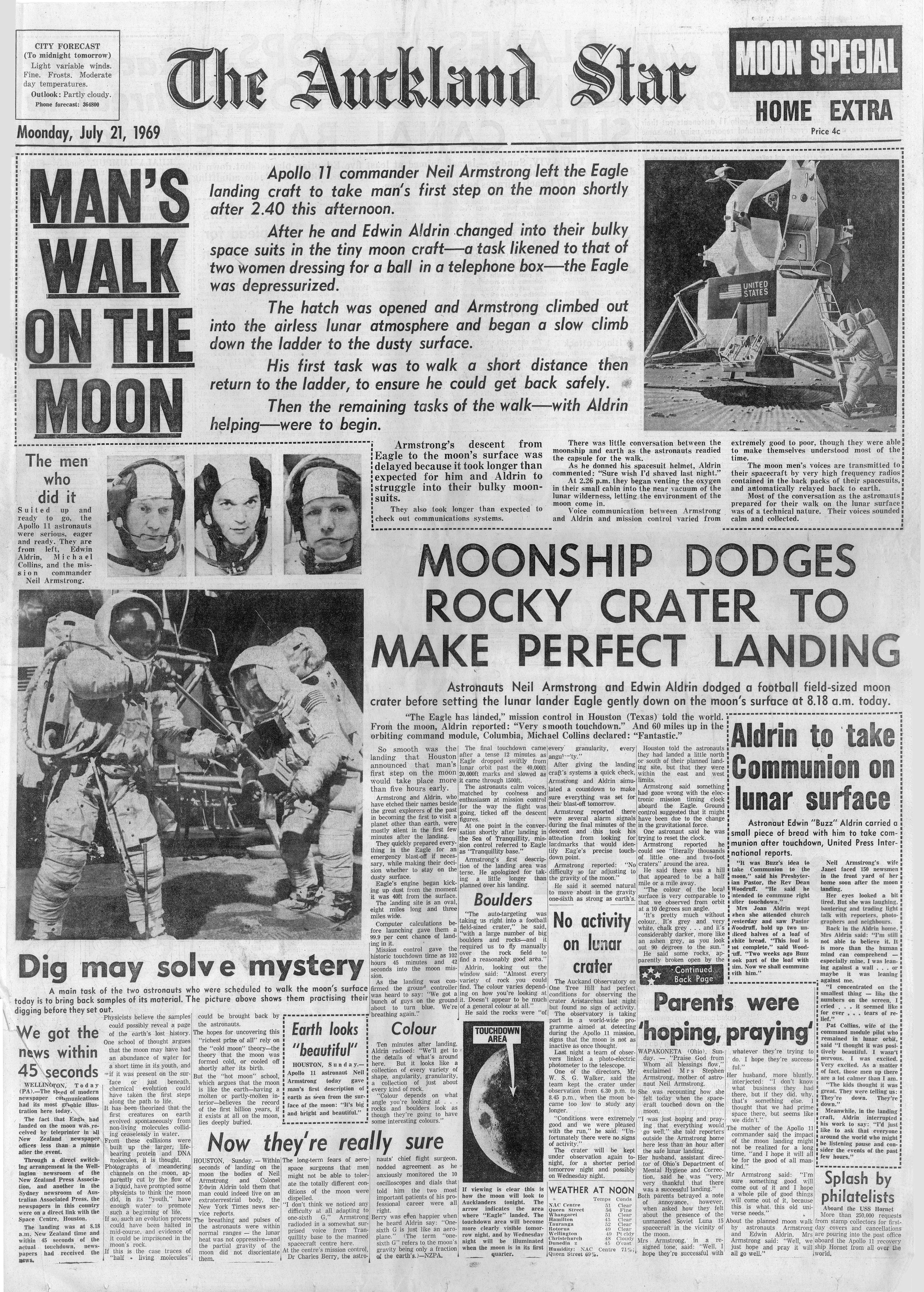
Ausgabe vom 21. Juli 1969